# MIRAI (プロレスラー)
MIRAI（1999年12月3日 - ）は、日本の女性プロレスラー。岩手県宮古市出身。マリーゴールド所属。血液型O型。

## 所属
- 東京女子プロレス（2019年 - 2021年）
- スターダム（2022年 - 2024年）
- マリーゴールド（2024年 - ）

## 経歴

### デビュー前〜東京女子プロレス時代
2018年4月、KAIENTAI DOJOに入門するも女子練習生の減少に伴い後に東京女子プロレスに移籍。
2019年4月6日、東京女子プロレス・王子BASEMENT MONSTAR大会において練習生「ミライ」として紹介される。
5月3日、東京女子プロレス・後楽園ホール大会「YES! WONDERLAND 2019〜チャンスはそこにある〜」の対天満のどか&愛野ユキ戦で舞海 魅星（まいうみ みらい）としてデビュー（パートナーはYUMI）。
9月1日、東京女子プロレス・大阪府立体育会館第2競技場大会で鈴芽より自力初勝利。
2020年9月14日、同期の鈴芽とのタッグ「BeeStar」を結成することを発表。
11月7日、東京女子プロレス・TOKYO DOME CITY HALL大会「WRESTLE PRINCESS」にて第5代インターナショナル・プリンセス王座決定トーナメント準決勝として乃蒼ヒカリと対戦するも敗北。
2021年2月11日、東京女子プロレス・後楽園ホール大会にて上福ゆきの持つインターナショナル・プリンセス王座に挑戦するも敗北。
6月11日、東京女子プロレス・6.17後楽園ホール大会に向けた記者会見にて「MSS48」（魅星ストロングスタイル48）の唯一のメンバーであることを発表。同グループのメンバーは随時募集しており、パワー、スピード、メンタル等何か秀でているものがあれば合格できるとのこと。
7月1日、東京女子プロレス・新木場大会「TJPW INSPIRATION」にて山下実優とUWFルールにて対戦。ロストポイントでは舞海が上回るものの結果的に山下によるKO勝ちとなった。
8月31日、東京女子プロレスとの専属契約を終了。9月4日、東京女子プロレス最終試合に出場。

### スターダム時代
2021年11月3日のスターダム・川崎市とどろきアリーナ大会に怪覆面姿で乱入。その後大会場の大会でもう一人の怪覆面と乱入を繰り返したあと、12月25日の後楽園ホール大会で怪覆面姿のままジュリアに「ドンナ・デル・モンドの新メンバー」と紹介された。
2022年1月3日、リングネームを「新格闘プリンセス」MIRAIに改め、スターダム・ベルサール新宿グランド大会に、テクラとともにドンナ・デル・モンドの新メンバーとして参戦。初戦を勝利した。
1月8日、ドンナ・デル・モンド対COSMIC ANGELSの6人タッグで白川未奈を新技「ミラマーレ・ショック」でフォールした後、朱里に対しワールド・オブ・スターダム王座への挑戦を表明した。
1月29日、スターダム・愛知県体育館大会メインのワールド・オブ・スターダム選手権試合で朱里と対戦し敗れる。
3月11日、東京都・品川インターシティホールにてスターダム『NEW BLOOD 1』に参戦。「あのときもらった勇気や元気を、今度は自分が皆さんに伝えていく使命があると思うから、今日みたいにこんなところでやられて終わってちゃいけないから、やられても立ち上がる姿を自分は皆さんに見せていきたいと思っています」と改めて東日本大震災への思いを口にした。
4月3日、ドンナ・デル・モンドを離脱した朱里の新ユニット「God's Eye」に壮麗亜美と共に加入した。
4月15日、『後楽園ホール60周年還暦祭』に尾崎妹加と組みタッグマッチで出場。
4月29日、スターダム・大田区総合体育館大会で開催された「STARDOM Cinderella tournament 2022 優勝決定戦」でコグマを破り、初出場初優勝を成し遂げた。
2024年3月22日、3月末付でスターダムを退団することが発表され、3月31日にスターダムラストマッチを行った。

### マリーゴールド時代
4月15日、新団体「マリーゴールド」旗揚げ会見に参加し、同団体に所属することを明らかにした。
5月20日、マリーゴールド旗揚げ戦ではCHIAKIと対戦し、ラリアットでなぎ倒し勝利した。

## 人物
小学生のころ東日本大震災に被災。2011年8月25日、宮古市民総合体育館にて開催された藤原敏男・初代タイガーマスク主催のチャリティー興行「東日本震災復興チャリティ大会in宮古『勇気と絆』〜“宮古の英雄・キックの神様” 藤原敏男&“伝説の虎”初代タイガーマスク〜」で初めてプロレスを生観戦。翌2012年、リアルジャパンプロレスの主催した巌流島での震災チャリティー大会に招待される。
新間寿に礼状を送ったことで親交が生まれ、自分もプロレスラーになることを決意。柔道を続け、宮古高校を卒業し上京。自分がプロレスに元気をもらったように、東北に元気を与えられるようなプロレスラーが目標。
最初のリングネーム「舞海魅星」は自ら考案。「海をくるくる舞うような、魅力的なきらきら輝ける星」という意味が込められている。
Twitter上で「SSくん」というオリジナルのキャラクターがよく登場しており、試合時の手首のテーピングにも「SS」と書かれている。
好きな歌手はサザンオールスターズ。

## 得意技
ミラマーレ
柔道の腕絡み。技名はイタリア語「海の眺め」から。
ミラマーレ・ショック
旋回式ハリケーンドライバー。
SSコロンビアwithミケーレ
相手の背後から両足を自身の腰を挟むようにして捕らえる動作から相手を持ち上げロック・ボトムの形に移行して叩きつける技。
クローズライン
バックドロップ
シーライダー
片膝を相手の背中に押し当てた状態で仕掛ける変形キャメルクラッチ 。
レイネーラ
サソリ固め

## タイトル歴
スターダム
- ワンダー・オブ・スターダム王座（第19代）
- ゴッデス・オブ・スターダム王座

（第27代 w/ 壮麗亜美）
- アーティスト・オブ・スターダム王座

（第31代 w/ 朱里&壮麗亜美）
- STARDOM Cinderella tournament 優勝（2022年、2023年）
- TRIANGLE DERBY 優勝

（2024年 w/ 朱里&壮麗亜美）
マリーゴールド
- マリーゴールド・ツインスター王座

（初代 w/ 桜井麻衣）
- ツインスターカップ・タッグトーナメント 優勝

（2024年 w/ 桜井麻衣）
スターダムアワード
- 技能賞（2023年）

## 入場曲
- sparkle（マサキ、東京女子プロレス時代）[25]
- Strong Soul（打打だいず・siromaru、スターダム時代）[26][27]
- Golden Soul（中村"Anija"隆宏、マリーゴールド時代）

## 関連人物
- 佐山聡
- 新間寿